# Smack (banda)
Smack foi uma banda brasileira de pós-punk formada em 1983 em São Paulo, caracterizada por sua instrumentação crua e experimental fortemente influenciada por Gang of Four, Talking Heads, Os Mutantes e The Jam, entre outros.
A banda acabou em 1986, mas se reuniu em 2004. Encerrou as atividades definitivamente em 2015 após a morte do vocalista Sérgio Pamplona.

## História

### Início
O Smack foi fundado em São Paulo em 1983, após um encontro entre Sandra Coutinho (que também foi membro fundadora do Cabine C e da banda feminina Mercenárias), Sérgio "Pamps" Pamplona (ex-membro da banda Isca de Polícia de Itamar Assumpção), Edgard Scandurra (do Ira!) e Thomas Pappon (que também tocava com Voluntários da Pátria na época, e mais tarde se juntaria a Fellini). Pappon ficou tão animado que abandonou o Voluntários para se dedicar completamente ao Smack.
O álbum de estreia da banda, Ao Vivo no Mosh, foi lançado em 1985 pelo selo independente Baratos Afins; a banda o gravou ao vivo nos Estúdios Mosh (embora sem público), daí o nome do álbum. Pamps originalmente pretendia gravar um álbum ao vivo adequado, mas as restrições orçamentárias não permitiram que ele o fizesse.
Para se concentrar mais em sua então nova banda Ira!, Edgard Scandurra deixou o Smack em 1986. Agora um trio, a banda gravou seu segundo e último álbum completo, Noite e Dia, no mesmo ano, também foi lançado pela Baratos Afins.
Algum tempo depois do lançamento de Noite e Dia, o Smack se separou, com Thomas citando o motivo como sendo "a falta de interesse de Pamps em continuar a banda", bem como a falta de promoção e alguns problemas pessoais.

### Retorno
Em 1996, a banda se apresentou no Aeroanta, em São Paulo, show este que teve Charles Gavin (Titãs) na bateria.
Em 2004, o Smack se reuniu, embora sem Thomas Pappon (que se mudou para a Europa em 1990), e se apresentou em alguns locais ao redor do Brasil, com Pitchu Ferraz substituindo-o como baterista. Duas de suas músicas, "Fora Daqui" e "Mediocridade Afinal", também seriam incluídas na coletânea The Sexual Life of the Savages, lançada pela Soul Jazz Records.
Em 2008, lançaram o EP 3, pelo selo independente carioca Midsummer Madness. Foi o primeiro lançamento da banda em 22 anos.
No início de 2015, se reuniram novamente, com Pitchu Ferraz na formação.
A banda terminou novamente em 5 de novembro de 2015, após a morte de Pamps devido à cirrose, aos 62 anos.

## Membros
- Sandra Coutinho – baixo (1983–1986, 2005–2015)
- Edgard Scandurra – guitarra (1983–1986, 2005–2015)
- Sérgio "Pamps" Pamplona – vocais, guitarra (1983–1986, 2005–2015; morto em 2015)
- Thomas Pappon – bateria (1983–1986)

### Músicos de estúdio/ao vivo
- Pitchu Ferraz – bateria (2005–2008)

## Discografia]

### Álbuns de estúdio
| Ano  | Álbum           |
| ---- | --------------- |
| 1985 | Ao Vivo no Mosh |
| 1986 | Noite e Dia     |

### EP's
| Ano  | Álbum |
| ---- | ----- |
| 2008 | 3     |

### Coletâneas
| Ano  | Álbum                          |
| ---- | ------------------------------ |
| 2005 | The Sexual Life of the Savages |